# فريدريك آرثر مونك
فريدريك آرثر مونك هو سياسي كندي، ولد في 16 يوليو 1884 في مونتريال في كندا، وتوفي بنفس المكان في 16 فبراير 1954. نشط حزبياً في Action libérale nationale ‏. وقد انتخب عضو الجمعية الوطنية في كيبك ‏.